# سنگ‌نوشته کاخ دروازه کشورها
سنگ‌نوشته کاخ دروازه ملل در دیواره‌های کاخ دروازه ملل، بالای چهار پیکر بزرگ حیوانات و در تخت جمشید قرار دارد. این کتیبه‌ها در ۴ سری و در ۳ زبان در این کاخ کنده شده‌ است. چیدمان کتیبه‌ها به نحوی است که در هر ۴ سری، متن بابلی به سمت اندرون کاخ و بنا، متن پارسی در میان دو زبان دیگر و متن ایلامی در جهت خارجی و بیرونی دروازه حک شده‌ است. ستایش اهورامزدا، معرفی خشایارشا و خاندان او، ثبت ساخت و تکمیل کاخ دروازه ملل، موضوع کتیبه‌ها را تشکیل می‌دهد. این سنگ‌نوشته‌ها به فرمان خشایارشا  شده‌ است.

## ترجمه

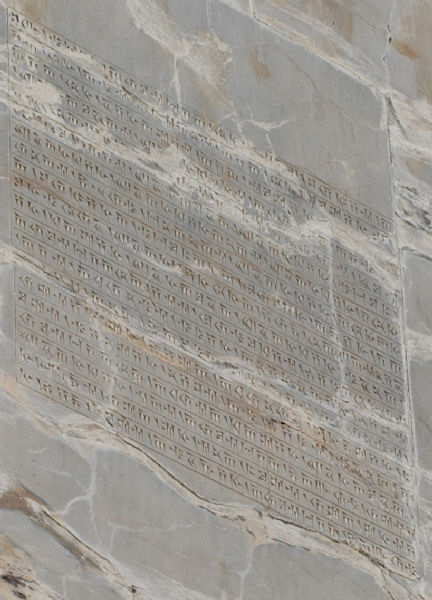
متن پارسی

خدای بزرگ (است) اهورمزدا که این زمین را آفرید، که این آسمان را آفرید، که شادی مردم را آفرید که خشایارشا را شاه کرد، یک شاه از بسیاری، یک فرماندار از بسیاری.
من خشایارشا، شاه بزرگ، شاه شاهان، شاه کشورهای شامل همه گونه مردم، شاه در این زمین بزرگ دور و دراز، پسر داریوش شاه هخامنشی.
خشایارشا گوید: به خواست اهورمزدا این دالان همه کشورها را من ساختم، بسیار چیزهای زیبای دیگر در این پارس کرده شده که من کردم و پدر من کرد. هر کاری که بدیده زیبا است آن همه را بخواست اهورمزدا کردیم.
خشایارشا گوید: اهورمزدا مرا و شهریاری مرا بپایاد و آنچه بوسیله من کرده شده و آنچه بوسیله پدرم کرده شده آن را اهورمزدا بپایاد.